# Український національний антивірус
Український національний антивірус (УНА / UNA) — програмне забезпечення «Українського Антивірусного Центру» з захисту персонального комп'ютера від завідомо шкідливих програм: вірусів, троянів, хробаків. Підтримка продукту припинена у квітні 2007 року.

## Історія створення
Перші рядки програми для Win32 були написані восени 1997 року, перша комерційна версія програми під вже зареєстрованою торговою маркою була презентована в Києві 2001 року. Вірусна база програми розрослась до 98 тис. вірусів (станом на 02 березня 2005 року). Кількість комп'ютерів, що використовували UNA, складала 500 тис.
Перша версія програми була написана під OC DOS 5.2 і виявляла 2 віруси (місцеві епідемії одного з українських інститутів). Програма була виконана у вигляді консолі і тільки через півтора року у неї з'явився візуальний інтерфейс.
Велика увага при розробці програми приділялась евристичному аналізаторові, який з високою імовірністю виявляв популярні на той час СОМ та ЕХЕ віруси. 1998 року, коли вірусна база програми становила всього декілька десятків вірусів, в її базу входили такі віруси як: Win95.CIH, сімейство вірусів NG, троянські програми Net Bus 1.60 тощо.
Всі розробки фінансувались виключно за рахунок розробників. Згодом з'явились перші замовники та інвестори.
Перша комерційна версія програми «Український Національний Антивірус» була презентована в рамках квітневої виставки 2001 року «Телеком&Internet-2001», яка проходила у Києві. З того часу за декілька місяців програма була суттєво доопрацьована, вдосконалено її інтерфейс, додано багато нових модулів, збільшено вірусну базу до більш ніж 35 тис. вірусів.

## Технічні характеристики та функції
- вірусна база;
- висока швидкість сканування;
- тестування архівів (ZIP, SFX ZIP, RAR, SFX RAR, ARJ, SFX ARJ, ACE);
- тестування поштових баз (поштові бази The Bat, файли в MIME-форматі);
- невеликий обсяг дискового простору, який займає програма (від 5 до 20 Мб — в залежності від конфігурації поставки);
- сумісність з різноманітним програмним забезпеченням, наприклад програмами 1С, Ліга, а також з програмами шифрування даних (PGP Disk тощо).

Програма містила механізм «ревізор диска» — вбудований у ядро інструментарій, який збирає відомості про зміни в системних файлах операційної системи, що дозволяє виявити наявність у комп'ютері вірусу чи троянської програми. Також був наявний «Script Checker» — утиліта, яка перехоплює запуск JBC та Java скриптів та блокує їх у разі виявлення шкідливих вірусів.